# Юхары-Моллу
Юхары-Моллу (азерб. Yuxarı Mollu) — село в одноимённом административно-территориальном округе Губадлинского района Азербайджана. Село расположено на берегу реки Акера.

## История
По данным «Свода статистических данных о населении Закавказского края, извлеченных из посемейных списков 1886 года», в селах Верхнее и Нижнее Моллы Моллинского сельского округа Зангезурского уезда Елизаветпольской губернии было в общей сложности 125 дымов и проживало 637 курдов шиитского вероисповедания. Всё население являлось государственными крестьянами.
В ходе Первой карабахской войны, в 1993 году село было занято армянскими вооружёнными силами, и до ноября 2020 года находилось под контролем непризнанной НКР. 9 ноября 2020 года, в ходе Второй карабахской войны, президент Азербайджана объявил об освобождении села Юхары-Моллу вооружёнными силами Азербайджана.